# Anzio
Anzio (lat. Antium) je grad i istoimena općina na obali regije Lacij u Italiji, nalazi se oko 57km južno od Rima. Poznat po svojoj luci, ribarsko je naselje, popularno turističko odredište, kao i mjesto s koga trajekti i hidroavioni voze na Poncijske otoke kao što su Ponza, Palmarola i Ventotene. Grad ima važan povijesni značaj kao mjesto na kome su se saveznici iskrcali u drugom svjetskom ratu. 

## Povijest

### Stari vijek
U drevna vremena Anzio je bio poznat kao lat. Antium. Bio je glavni grad Volščana prije nego što su ga osvojili Rimljani.
S kasnijom ekspanzijom Rima bio je popularan kod rimske aristokracije kao mjesto relativno izolirano od gradskih nereda. Kada se Ciceron vratio iz izgnanstva, upravo u Antiumu je ponovno sakupio ostatke svoje biblioteke. Drugi važni Rimljani su također imali vile u Antiumu, a često su ga posjećivalo carevi julijevsko-klaudijevske dinastije. Gaj Mecena (lat. Gaius Maecenas), je u Antiumu imao vilu; u njemu su rođeni carevi Kaligula i Neron; potonji je osnovao koloniju za veterane i sagradio novu luku, čiji su ostaci još vidljivi.
Ostaci rimskih vila se nalaze duž obale, istočno i sjeverozapadno od grada. Tamo su pronađena mnoga umjetnička djela - Fanciulla d'Anzio, Borgheseov Gladijator (Louvre) i Apolon Belvederski. 
Od svih vila je najpoznatija bila Neronova vila, koja još nije identificirana, ali se vjeruje da se nalazi na lokaciji Arco Muto, gdje postoje ostaci teatra. Prostirala se dužinom obale oko rta Capo d'Anzio. Neron je vilu sagradio na mjestu prethodne vile, gdje je August ranije bio primio rimsku delegaciju koja ga je nazvala Pater patriae ("Otac domovine"). Vilu su koristili svi carevi do Severa.

### Srednji vijek
U srednjem vijeku Anzio se postupno napuštao u korist susjednog Nettuna. Krajem 17. stoljeća pape Inocent XII. i Klement XI. su sagradili novu luku, ali na pogrešnom mjestu, pa se ona često puni muljem i pijeskom. 

### Drugi svjetski rat
Anzio i Nettuno su bila mjesta znamenitog savezničkog iskrcavanja u drugom svjetskom ratu, nazvanog (Operacija Shingle) iza čega je slijedila i četveromjesečna bitka (znana kao Bitka kod Anzia). Oko grada su smješteno Commonwealthovo groblje engl. "Anzio War Cemetery" i "Beach Head War Cemetery". 
Američke snage su u veljači 1944. bile tjedan dana opkoljene od strane nijemaca u spiljama Pozzoli. Tom prilikom su pretrpile velike gubitke. O bitci je snimljen film Anzio (1968. rež. Edward Dmytryk) posvećen bitci u kome je glumio Robert Mitchum, a koji se temeljio na knjizi Wynford Vaughan-Thomasa.

## Prijevoz
Anzio je s Rimom povezan cestama Via Nettunense (SS207), Via Ardeatina (SS601) i željeznicom Roma-Nettuno koja staje u stanicama Lavinio, Villa Claudia, Marechiaro, Anzio Colonia i Anzio.

## Vanjske poveznice
- Anzio službene stranice  Arhivirana inačica izvorne stranice od 5. listopada 2003. (Wayback Machine) (tal.)
- Neronova vila ilustrirana rekonstrukcija Neronove vile (tal.)
- Memorijalni centar i groblje za žrtve iz dvaju bitaka u drugom svjetskom ratu kod Anzia na stranicama Sites of Memory (engl.)
- Ilustrirani članak o Bitki kod Anzia na stranici Battlefields Europe  Arhivirana inačica izvorne stranice od 11. lipnja 2008. (Wayback Machine) (engl.)
- Anzio u povijesti (engl.)